# Eecke
Eecke – miejscowość i gmina we Francji, w regionie Hauts-de-France, w departamencie Nord.
Według danych na rok 1990 gminę zamieszkiwały 804 osoby, a gęstość zaludnienia wynosiła 78 osób/km² (wśród 1549 gmin regionu Nord-Pas-de-Calais Eecke plasuje się na 626. miejscu pod względem liczby ludności, natomiast pod względem powierzchni na miejscu 307.).